# 贝梅
贝梅（法語：Besmé，法語發音：[bɛme]）是法国上法蘭西大區埃纳省的一个市镇，属于拉昂区。

## 地理
贝梅（49°32'18"N, 3°9'49"E）面积2.66 平方千米，位于法国上法蘭西大區埃纳省，该省份为法国北部内陆省份，北起北部省，西接索姆省和瓦兹省，东临阿登省和马恩省，西南至塞纳-马恩省，东北部与比利时接壤。
与贝梅接壤的市镇（或旧市镇、城区）包括：布莱朗库尔、布吉尼翁苏库西、卡姆兰、马尼康、圣保罗欧布瓦。

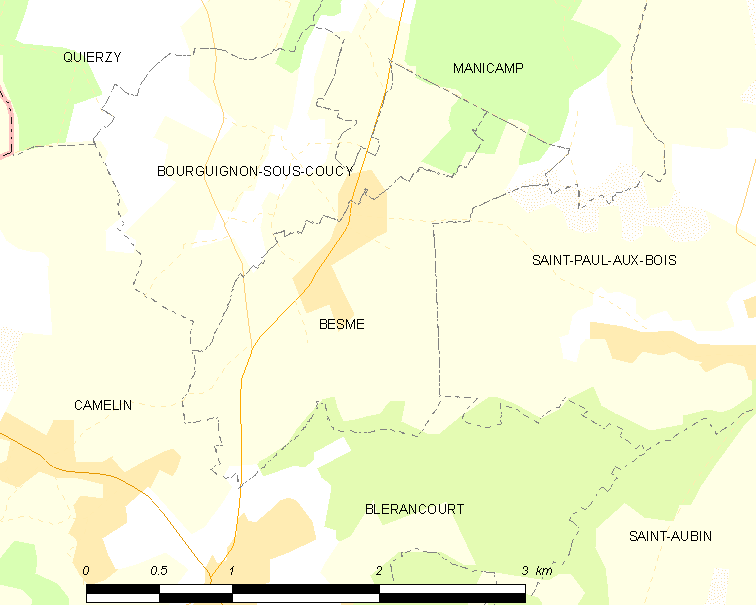
贝梅的OSM定位图

贝梅的时区为UTC+01:00、UTC+02:00（夏令时）。

## 行政
贝梅的邮政编码为02300，INSEE市镇编码为02078。

## 政治
贝梅所属的省级选区为埃纳河畔维克县。

## 人口

1962-2008年间贝梅人口变化图示

贝梅于2022年1月1日时的人口数量为166人。